# Бернасер, Герман
Ге́рман Бернасе́р То́рмо (исп. Germán Bernácer Tormo; 29 июня 1883, Аликанте — 22 мая 1965, там же) — испанский физик и экономист-монетарист. Один из «отцов» макроэкономики.
Развивая в своих работах 1916 и 1922 года идеи джорджизма и эволюционизма, он разработал структурную основу макроэкономики.

## Биография
Герман Бернасер родился в семье небогатых торговцев. Его родители не могли позволить себе оплатить Герману обучение в вузе, и поэтому в возрасте четырнадцати лет он поступил в Высшую торговую школу Аликанте, которую закончил в 1901 году по специальности «торговая экспертиза». Там же, через четыре года он получил право преподавать на кафедре промышленных технологий (физика и химия), победив в национальном конкурсе, тем самым став в свои 22 года самым молодым профессором в Испании. В 1911 году Советом по расширению научных исследований и изысканий ему была предоставлена стипендия для дальнейшего обучения, которую он использовал для поездок по странам Европы. В этих поездках, помимо повышения квалификации и изучения европейских образовательных систем, он познакомился с теориями шведского экономиста Кнута Викселля.
По возвращении домой он занял посты секретаря Торговой палаты Аликанте, члена редакционного совета Национального экономического журнала (исп. Revista Nacional de Economía) и директора Высшей торговой школы. В 1926 году он женился на дочери известного в Аликанте юриста и писателя Хосе Гвардиолы. Через пять лет, с установлением Второй Республики, Бернасер переехал в Мадрид, и вместе с Олегарио Фернандесом возглавил Службу экономических исследований Банка Испании. На этом посту он составлял отчёты об экономической ситуации в Испании и в мире, которые были очень востребованы в республиканском правительстве. Однако, его плодотворная работа в Банке Испании не помогла ему продвинуться дальше на государственной службе из-за его политической позиции и разногласий по поводу политики обменного курса с ведущим испанским экономистом того времени Антонио Флоресом. Также, после переезда он не отошёл от преподавательской деятельности и занял место профессора на кафедре физики и химии в Высшей коммерческой школе Мадрида.
После начала гражданской войны Бернасер вместе с банком был эвакуирован сначала в Валенсию, а потом в Барселону. В конце войны Суд по политическим делам возбудил против него уголовное дело, но оно было быстро прекращено и в 1940 году Бернасер вернулся к работе на прежних должностях.
Выйдя на пенсию в 1955 году, он вернулся в Аликанте, где умер спустя десять лет в своём доме на пляже Сан-Хуан.

## Научная деятельность

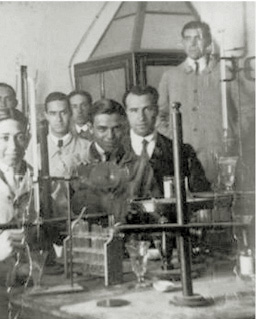
Герман Бернасер в лаборатории физики Аликанте

Свою первую статью «Industrias de la alimentación e industrias afines» он опубликовал в 1906 году, но она была далека от экономической теории, в силу специфики кафедры промышленных технологий, на которой в тот момент преподавал Бернасер.

### «Sociedad y Felicidad»
В период с 1916 по 1926 год Бернасер опубликовал свои самые важные работы по экономике. Первой из них стала книга «Sociedad y Felicidad» (рус. Общество и Счастье), которую он начал писать ещё в 1905 году, но из-за невозможности найти издателя, в свет она вышла лишь в 1916 году. Книга дорабатывалась на протяжении нескольких лет и в окончательную редакцию была сдана только в 1915 году, на что указывает наличие в книге упоминаний Первой мировой войны и ссылок на источники, опубликованные не ранее 1910 года. При её написании Бернасер опирался на книги «Principes d’economie politique» Шарля Жида и «Прогресс и бедность» Генри Джорджа.
Из «Прогресса и бедности» Бернасер перенёс и развил сразу три идеи:
1. «Люди стремятся к удовлетворению своих желаний с наименьшим трудом» — аксиома, которую Лестер Уорд ставил во главе своей теории социальной революции, а сам Генри Джордж называл «основным законом политической экономии», сравнивая его с законом всемирного тяготения;
2. «Человек испытывает различные насущные потребности, удовлетворение которых он не может получить без напряжённых усилий своих способностей, которые называются работой»;
3. «Человеческие потребности прогрессивны, и их увеличение и развитие является одним из проявлений социального прогресса»[13].

Помимо этих идей, подспорьем для «Общества и Счастья» стали идеи представителей эволюционизма: Лестера Уорда, Герберта Спенсера и Огюста Конта. Совокупность этих идей привела Бернасера к физиократической позиции. В частности, в этой статье он подчёркивал необходимость национализации земли и признания её как основы общества, а также выделял культурный и моральный уровень женщины, как один из наиболее положительных показателей её социального статуса.
Эту книгу можно назвать фундаментальной для Бернасера, так как в ней он выдвинул многие концепции, которые стали частью теоретического ядра для его более поздних трудов, одной из этих концепций стала его структурная основа макроэкономики.

### «La moneda y las cuestiones sociales»
Спустя два года, он написал статью «La moneda y las cuestiones sociales», в которой теоретически систематизировал одно из явлений, с которым человечество столкнулось сразу после Второй мировой войны: «подорожание жизни», которое, по его мнению, являлось важнейшей социальной проблемой начала XX века. Согласно Бернасеру, эта проблема возникала в основном из-за колебаний стоимости золота. По примеру Давида Рикардо и Адама Смита, Бернасер в качестве решения этой проблемы, предложил замену золота и золотого стандарта пшеницей и пшеничным стандартом, соответственно.

### «La teoría de las disponibilidades líquidas»
Несмотря на помощь писателя Габриэля Миро в издании и популяризации его ранних работ, известность в среде экономистов к Бернасеру пришла только в 1922 году после публикации статьи «La teoría de las disponibilidades líquidas, como interpretación de las crisis económicas y del problema social». Этому поспособствовало то, что Бернасер отправил 150 копий этой статьи в редакции иностранных журналов по экономике и известным экономистам по всему миру, включая Джона Кейнса, Ральфа Хоутри и Денниса Робертсона.
В этой статье Бернасер высказал несколько идей, которые через 14 лет повторил Джон Кейнс в своей книге «Общая теория занятости, процента и денег». Например он указал на опасность получения дохода без предпринимательского риска, без труда или творческой активности, а также выделил три столпа, на которых стоит макроэкономика: искусственная и функциональная теория процентной ставки, функциональная теория денег и структурная теория экономических кризисов.
В этой работе Бернасер пытался развить идеи монетаризма, для чего он впервые в испанской экономической литературе использовал понятие «disponibilidades», которое было переведено Деннисом Робертсоном на английский язык как «disposable funds» (рус. наличные денежные средства). Бернасер использовал этот термин при создании следующих формул расчёта эффективного спроса:
- где {\displaystyle A} — количество наличных денежных средств, существовавших в начале определённого периода;
- {\displaystyle R} — доход, полученный за определённый период;
- {\displaystyle (A+R)} — верхняя граница эффективного спроса.

- где {\displaystyle D} — эффективный спрос;
- {\displaystyle A} — остаток наличных денежных средств по окончании определённого периода;
- {\displaystyle R} — доход, полученный за определённый период;
- {\displaystyle P} — объём производства за определённый период[28].

## Влияние и критика

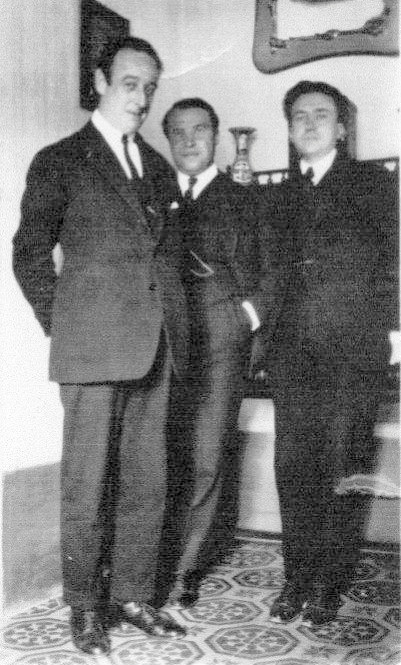
Герман Бернасер вместе с соратниками по «Кругу Аликанте» Оскаром Эсплой и Агустином Ирисаром (1918)

Несмотря на то, что и Герман Бернасер и Джон Мейнард Кейнс с небольшой разницей во времени исследовали одни и те же темы (Версальские репарации, золотой стандарт, Великая депрессия), критиковали одни и те же вещи (Закон Сэя, полная занятость, экономическое равновесие) и приходили к одним и тем же выводам, нет никаких доказательств того, что работы Бернасера оказывали какое-либо влияние на Кейнса. Однако Кейнс в 1930 году во время встречи с Бернасером на лекции в Мадриде назвал его самого «маэстро», а высказанную им в 1922 году теорию, охарактеризовал как «просветившую его и открывшую новые пути». Сам же Бернасер, сравнивая свою «Теорию наличных денег» и «Общую теорию» Кейнса, признавал схожесть в рассуждениях только на начальном их этапе, в процессе исследования и достигнутых умозаключениях он не видел совпадений.
В 1940 году английский экономист Деннис Робертсон опубликовал в журнале Economica статью «A Spanish Contribution to the Theory of Fluctuations», в которой признался, что после прочтения присланного ему экземпляра работы «La teoría de las disponibilidades líquidas» он неосознанно использовал идеи Бернасера при написании своей статьи «Banking Policy and the Price Level». Проанализировав работу 1922 года подробнее, Робертсон пришёл к выводу что теории Кейнса и Бернасера поначалу похожи друг на друга, но в ходе рассуждений они всё дальше отдаляются и в итоге приводят к разным выводам (ошибочным, по мнению Робертсона).
В 1947 году член совета управляющих ФРС США Генри Валлик в своей рецензии на книгу «La Doctrina Funcional del Dinero» признал вклад Бернасера важным для экономической мысли и счёл воздержание от политических рекомендаций в его работе «достойным подражания».

## Память
7 февраля 1967 года городской совет Аликанте назвал именем Германа Бернасера улицу в новом районе Вирген-дель-Ремедио. В 1996 году его альма-матер была переименована в Университетскую школу бизнес-наук имени Германа Бернасера. Также в его честь было названо здание Университета Аликанте, куда в 1997 году его семья передала более тысячи оригинальных документов Бернасера.
С 2001 года Обсерваторией Европейского центробанка экономистам из Европейского Союза, не достигшим 40 лет, ежегодно присуждается Премия Бернасера.
В июне 2014 года Средиземноморским фондом и Университетом Аликанте с целью сохранить наследие и защитить его труды от остракизма был создан Экономический дискуссионный форум Германа Бернасера, который опубликовал множество исследований о Бернасере, а также учредил несколько грантов и премий для студентов.